# 耳根の得道
耳根の得道（にこんのとくどう）とは、妙法蓮華経の声を聞くことによって、成仏得道（成道）すること。「耳根」とは、眼、耳、鼻、舌、身の五根のひとつで、声や音を感受する器官およびその能力のことを言う。
日蓮の言葉（御書）には以下のようにある。
私たちが住むこの世界は、耳根の得道の国であり、あらゆる人々は声を縁として妙法を知り、修行して、成仏の境涯に到達することができる世界である。